# 인천숭의초등학교
인천숭의초등학교는 대한민국 인천광역시 미추홀구 숭의동에 있는 공립 초등학교이다.

## 연혁
| 1937년 | 12월 10일 | 인천대화공립보통학교 개교(설립인가 4월 10일) |
| 1938년 | 4월 1일   | 인천대화공립심상소학교 개칭                  |
| 1941년 | 4월 1일   | 인천대화공립국민학교 개칭                    |
| 1946년 | 10월 11일 | 인천숭의국민학교 개칭                        |
| 1996년 | 3월 1일   | 현재의 교명으로 변경                         |
| 2001년 | 4월 6일   | 학교교사 대보수 공사 완공                    |
| 2004년 | 12월 17일 | 숭의 디지털도서관 개관                       |
| 2006년 | 6월 14일  | 학교 공원화 사업(도란터) 준공식              |
| 2007년 | 8월 1일   | 제2과학실 현대화 인테리어 공사               |
| 2009년 | 3월 1일   | 52학급 편성, 동관 3층 증축                   |
| 2010년 | 3월 22일  | 급식소 개소                                  |
| 2010년 | 10월 19일 | 야구실내연습장 개장                          |
| 2011년 | 11월 4일  | 숭의 창의인성예술제 발표(격년 실시)          |
| 2013년 | 6월 11일  | 어학실 현대화사업 리모델링 인테리어 공사     |
| 2017년 | 6월 7일   | 몽골 투브아이막 룽솜 학교 자매결연 체결      |
| 2017년 | 9월 21일  | 숭의 한마당 대운동회                         |
| 2019년 | 3월 1일   | 제26대 박승란 교장 부임                      |
| 2020년 | 1월 16일  | 제78회 졸업식(222명, 누계 32651명)           |
| 2020년 | 3월 1일   | 52학급(특수 2) 편성                          |

## 참고 자료
- 인천숭의초등학교 - 한국교육학술정보원 학교알리미